# Fajoles
Fajoles est une commune française, située dans le nord-ouest du département du Lot, en région Occitanie.
Elle est également dans la Bouriane, une région naturelle sablonneuse et collinaire couverte de forêt avec comme essence principale des châtaigniers.
Exposée à un climat océanique altéré, elle est drainée par la Relinquière et par deux autres cours d'eau. Elle est incluse dans le bassin de la Dordogne.
Fajoles est une commune rurale qui compte 313 habitants en 2022, après avoir connu un pic de population de 685 habitants en 1856.  Elle fait partie de l'aire d'attraction de Gourdon. Ses habitants sont appelés les Fajolais ou  Fajolaises.
Le site archéologique du Piage est mondialement connu dans les milieux préhistoriques pour avoir livré des vestiges datant de la transition entre Châtelperronien et Aurignacien.

## Géographie

### Situation
Fajoles en Quercy est une petite commune du nouveau canton de Souillac (ancien canton de Payrac), située à 9 km au nord de son chef-lieu d'arrondissement et sous-préfecture Gourdon. Elle se trouve dans le nord-ouest du département du Lot, dans la région naturelle de la Bouriane.
Le village est relativement isolé hors des voies de grandes communications, malgré l'autoroute A20 qui passe à 8,5 km (à vol d'oiseau) à l'est ; les deux entrées/sorties les plus proches sont la no 55 « Souillac » à 22 km au nord-est et la no 56 « Montfaucon / Labastide-Murat » à 25 km au sud-est,.
Sa préfecture Cahors est à 56 km à l'ouest, Brive-la-Gaillarde (Corrèze) à 56 km au nord, Bergerac (Dordogne) à 94 km à l'ouest. Le parc naturel régional des Causses du Quercy est à 11 km à l'est (il se prolonge vers le sud-est), avec Rocamadour à 30 km et Gramat à 36 km. De l'autre côté du parc de trouve Figeac, à 67 km au sud-est,.

### Communes limitrophes
Fajoles est limitrophe de sept autres communes, dont deux dans le département de la Dordogne. Veyrignac, au nord-ouest, n'est limitrophe que par un quadripoint, près du hameau les Cent Écus.

### Climat
Pour des articles plus généraux, voir Climat de l'Occitanie et Climat du Lot.
En 2010, le climat de la commune est de type climat océanique altéré, selon une étude s'appuyant sur une série de données couvrant la période 1971-2000. En 2020, Météo-France publie une typologie des climats de la France métropolitaine dans laquelle la commune est toujours exposée à un climat océanique altéré et est dans la région climatique Ouest et nord-ouest du Massif Central, caractérisée par une pluviométrie annuelle de 900 à 1 500 mm, maximale en automne et en hiver.
Pour la période 1971-2000, la température annuelle moyenne est de 12,5 °C, avec une amplitude thermique annuelle de 15,4 °C. Le cumul annuel moyen de précipitations est de 925 mm, avec 11 jours de précipitations en janvier et 6,6 jours en juillet. Pour la période 1991-2020, la température moyenne annuelle observée sur la station météorologique la plus proche, située sur la commune de Gourdon à 8 km à vol d'oiseau, est de 13,1 °C et le cumul annuel moyen de précipitations est de 823,0 mm,. Pour l'avenir, les paramètres climatiques de la commune estimés pour 2050 selon différents scénarios d’émission de gaz à effet de serre sont consultables sur un site dédié publié par Météo-France en novembre 2022.

### Milieux naturels et biodiversité

#### Espaces protégés
La protection réglementaire est le mode d’intervention le plus fort pour préserver des espaces naturels remarquables et leur biodiversité associée,.
La commune fait partie de la zone de transition du bassin de la Dordogne, un territoire d'une superficie de 1 880 258 ha reconnu réserve de biosphère par l'UNESCO en juillet 2012,.

## Urbanisme

### Typologie
Au 1er janvier 2024, Fajoles est catégorisée commune rurale à habitat très dispersé, selon la nouvelle grille communale de densité à sept niveaux définie par l'Insee en 2022.
Elle est située hors unité urbaine. Par ailleurs la commune fait partie de l'aire d'attraction de Gourdon, dont elle est une commune de la couronne,. Cette aire, qui regroupe 22 communes, est catégorisée dans les aires de moins de 50 000 habitants,.

### Occupation des sols
L'occupation des sols de la commune, telle qu'elle ressort de la base de données européenne d’occupation biophysique des sols Corine Land Cover (CLC), est marquée par l'importance des territoires agricoles (55,8 % en 2018), en augmentation par rapport à 1990 (53,4 %). La répartition détaillée en 2018 est la suivante : 
zones agricoles hétérogènes (55,8 %), forêts (41,1 %), zones urbanisées (3,1 %). L'évolution de l’occupation des sols de la commune et de ses infrastructures peut être observée sur les différentes représentations cartographiques du territoire : la carte de Cassini (XVIIIe siècle), la carte d'état-major (1820-1866) et les cartes ou photos aériennes de l'IGN pour la période actuelle (1950 à aujourd'hui).

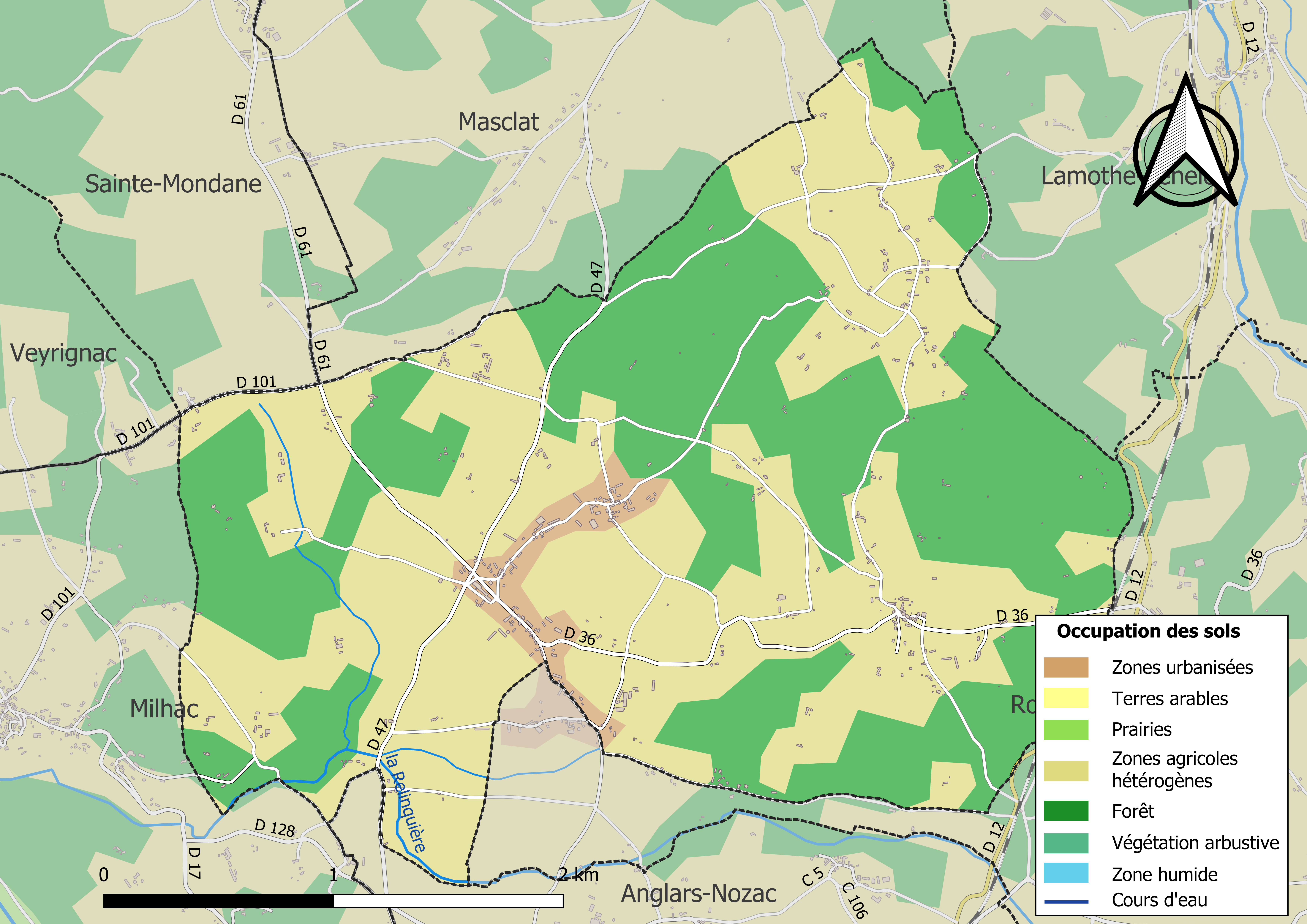
Carte des infrastructures et de l'occupation des sols de la commune en 2018 (CLC).

### Risques majeurs
Le territoire de la commune de Fajoles est vulnérable à différents aléas naturels : météorologiques (tempête, orage, neige, grand froid, canicule ou sécheresse), inondations, feux de forêts, mouvements de terrains et séisme (sismicité très faible). Il est également exposé à un risque technologique,  le transport de matières dangereuses. Un site publié par le BRGM permet d'évaluer simplement et rapidement les risques d'un bien localisé soit par son adresse soit par le numéro de sa parcelle.

#### Risques naturels
Certaines parties du territoire communal sont susceptibles d’être affectées par le risque d’inondation par débordement de cours d'eau, notamment La cartographie des zones inondables en ex-Midi-Pyrénées réalisée dans le cadre du XIe Contrat de plan État-région, visant à informer les citoyens et les décideurs sur le risque d’inondation, est accessible sur le site de la DREAL Occitanie. La commune a été reconnue en état de catastrophe naturelle au titre des dommages causés par les inondations et coulées de boue survenues en 1982 et 1999,.
Fajoles est exposée au risque de feu de forêt. Un plan départemental de protection des forêts contre les incendies a été approuvé par arrêté préfectoral le 30 novembre 2015 pour la période 2015-2025. Les propriétaires doivent ainsi couper les broussailles, les arbustes et les branches basses sur une profondeur de 50 mètres, aux abords des constructions, chantiers, travaux et installations de toute nature, situées à moins de 200 mètres de terrains en nature
de bois, forêts, plantations, reboisements, landes ou friches. Le brûlage des déchets issus de l’entretien des parcs et jardins des ménages et des collectivités est interdit. L’écobuage est également interdit, ainsi que les feux de type méchouis et barbecues, à l’exception de ceux prévus dans des installations fixes (non situées sous couvert d'arbres) constituant une dépendance d'habitation.

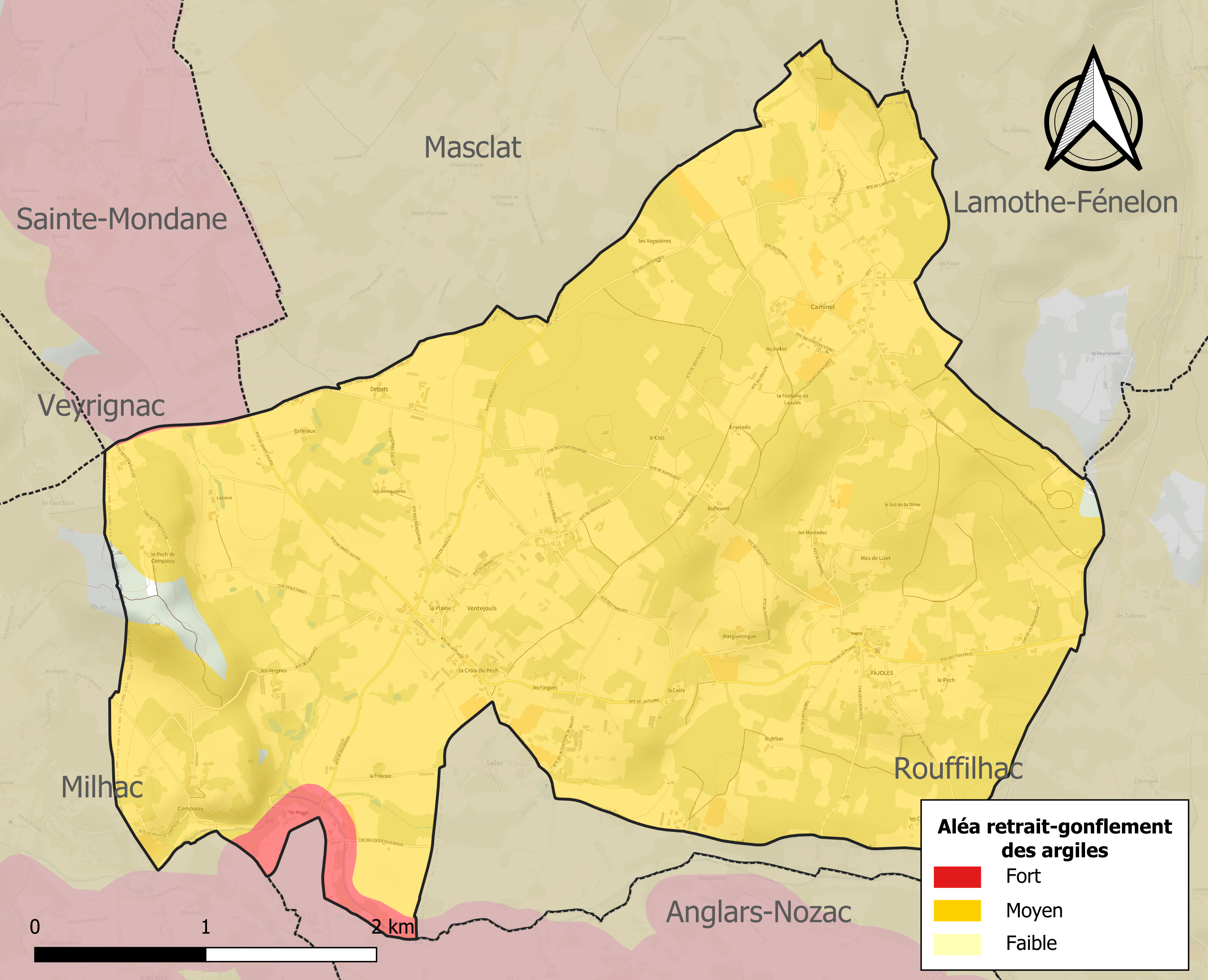
Carte des zones d'aléa retrait-gonflement des sols argileux de Fajoles.

Les mouvements de terrains susceptibles de se produire sur la commune sont des éboulements, chutes de pierres et de blocs, des glissements de terrain et des tassements différentiels.
Le retrait-gonflement des sols argileux est susceptible d'engendrer des dommages importants aux bâtiments en cas d’alternance de périodes de sécheresse et de pluie. 98,9 % de la superficie communale est en aléa moyen ou fort (67,7 % au niveau départemental et 48,5 % au niveau national). Sur les 206 bâtiments dénombrés sur la commune en 2019, 206 sont en aléa moyen ou fort, soit 100 %, à comparer aux 72 % au niveau départemental et 54 % au niveau national. Une cartographie de l'exposition du territoire national au retrait gonflement des sols argileux est disponible sur le site du BRGM,.
Par ailleurs, afin de mieux appréhender le risque d’affaissement de terrain, l'inventaire national des cavités souterraines permet de localiser celles situées sur la commune.
Concernant les mouvements de terrains, la commune a été reconnue en état de catastrophe naturelle au titre des dommages causés par la sécheresse en 1989 et 1991 et par des mouvements de terrain en 1999.

#### Risques technologiques
Le risque de transport de matières dangereuses sur la commune est lié à sa traversée par une infrastructure ferroviaire. Un accident se produisant sur une telle infrastructure est susceptible d’avoir des effets graves sur les biens, les personnes ou l'environnement, selon la nature du matériau transporté. Des dispositions d’urbanisme peuvent être préconisées en conséquence.

## Toponymie
Le toponyme Fajoles (Fajòlas en occitan) remonte à l'époque gallo-romaine. Il est basé sur le mot latin fagus qui désigne un arbre : le hêtre, avec le suffixe diminutif  -eola (« petit bois de hêtres »).
Peut-être est-ce un diminutif de Fages, il y a un repaire de ce nom.[réf. nécessaire]

## Histoire

### Préhistoire
Le territoire de Fajoles est très anciennement peuplé. Au lieu-dit le Piage, un site archéologique préhistorique important est mondialement reconnu, car comportant des traces d'occupations de l'homme de Néandertal et de l'homme de Cro-Magnon, sur une longue période,.
La grotte du Piage est dans la vallée en rive droite (côté nord) de la Relinquière, affluent de la Melve, cette dernière affluent de la Germaine et sous-affluent de la Dordogne,. Le site est d'abord fouillé à partir de 1958 jusque dans les années 1960 par Ferdinand Champagne et R. Espitalié, ; en 1966 (un peu avant le début des fouilles au Roc de Combe voisin), François Bordes visite le Piage avec sa femme Denise de Sonneville-Bordes et avec Jean-Philippe Rigaud ; F. Bordes note la présence de Châtelperronien pris en sandwich entre deux couches d'Aurignacien. Puis le site est de nouveau fouillé au début des années 2010 par Jean-Guillaume Bordes.
Dans la partie nord du site se mélangent des industries moustériennes, châtelperroniennes, protoaurignaciennes et de l'Aurignacien ancien. Mais ce mélange est dû à des événements de solifluxion, ce qui remet en cause l'interstratification entre Châtelperronien et Aurignacien - et donc la contemporanéité entre les derniers Néandertaliens
et les premiers hommes anatomiquement modernes. 

Les abords de cette zone ont livré un chenal karstique ou mini-canyon d'environ 50 cm de large pour 2 m de profondeur, encore actif, qui traverse de part en part la zone fouillée. Son plafond partiellement effondré a engendré un soutirage qui pourrait avoir contribué au remaniement des dépôts de cette zone. Les parois concrétionnées de ce chenal ont livré du mobilier moustérien discoïde à denticulés, mais pas de faune. Le même type d'industrie se retrouve dans les dépôts mélangés, mais les couches y sont très dégradées - ce qui indique que ces dépôts ne sont pas ici en place, mais ont été déplacés en suivant l'axe de ce chenal.
En 2011, la coupe dans le sud du site vise à comparer l'Aurignacien ancien et le Protoaurignacien sous-jacent. Cette dernière industrie, à l'époque encore rare et mal connue, présente alors des caractéristiques propres à remettre en cause la vue traditionnelle d'une rupture entre les dernières productions néandertaliennes (Châtelperronien) et les plus anciennes productions des hommes anatomiquement modernes (Aurignacien ancien). Une dent humaine y a été trouvée en 2012 ou 2013.

### Antiquité
On aurait également trouvé des tessons de poteries romaines, des médailles et d’antiques substructions au lieu-dit « les Frousses » (ou les Fourques, note n° 6) près du village de Sales. Lacoste et Saint Marty rapportent dans leur ouvrage sur l'histoire du Quercy qu'il y aurait eu jadis en ce lieu une ville dont on ignore le nom et que les monnaies trouvées seraient à dater des Haut et Bas Empire romain. Ce lieu fut certainement habité depuis les temps les plus reculés comme en font foi les gisements préhistoriques qui s’y rencontrent.

### Moyen-Âge
La paroisse Notre-Dame de Fajoles est nommée comme dépendant du Vigan dans la charte de l’archevêque de Bourges de 1143 et la bulle de Anastase IV (1153).[réf. nécessaire]
Des fouilles vers l'année 2010 sur la place publique face à l'église ont mis au jour plusieurs sépultures, qui ne sont probablement pas contemporaines des premiers temps de fonctionnement de l'église. La question du noyau originel du cimetière médiéval reste posée.
Jusqu'au début du XXe siècle, il y avait dans un bois près de Caminel, dans le nord de la commune, une foire aux bestiaux vers octobre correspondant aux « passages » d'Auvergnats qui faisaient descendre les bêtes depuis les plateaux de Salers vers la Garonne ou la Charente.

### XIXesiècle
La commune a été créée en 1841 avec des sections de Masclat.

## Politique et administration
| Période                                  | Période  | Identité         | Étiquette | Qualité |
| ---------------------------------------- | -------- | ---------------- | --------- | ------- |
| Les données manquantes sont à compléter. |          |                  |           |         |
|                                          |          |                  |           |         |
| 1841                                     | 1849     | Pierre Baleste   |           |         |
| 1849                                     | 1855     | François Pezet   |           |         |
| 1855                                     | 1871     | Pierre Taillefer |           |         |
| 1871                                     | 1871     | François Monfort |           |         |
| 1871                                     | 1874     | Albin Baleste    |           |         |
| 1874                                     | 1876     | Pierre Taillefer |           |         |
| 1876                                     | 1878     | Antoine Arteil   |           |         |
| 1878                                     | 1882     | Alain Baleste    |           |         |
| 1882                                     | 1888     | Antoine Arteil   |           |         |
| 1888                                     | 1890     | Jean Arteil      |           |         |
| 1890                                     | 1892     | Guillaume Giguet |           |         |
| 1892                                     | 1919     | Jean Arteil      |           |         |
| 1919                                     | 1925     | Jean Aussel      |           |         |
| 1929                                     | 1935     | Jean Vacquie     |           |         |
| 1935                                     | 1945     | Albert Cler      |           |         |
| 1945                                     | 1993     | Éloi Denis       | PCF       |         |
| 1993                                     | 2014     | Laurent Rougière |           |         |
| 2014 (réélue en mai 2020)                | En cours | Fabienne Lalande |           |         |

## Démographie
L'évolution du nombre d'habitants est connue à travers les recensements de la population effectués dans la commune depuis 1793. Pour les communes de moins de 10 000 habitants, une enquête de recensement portant sur toute la population est réalisée tous les cinq ans, les populations de référence des années intermédiaires étant quant à elles estimées par interpolation ou extrapolation. Pour la commune, le premier recensement exhaustif entrant dans le cadre du nouveau dispositif a été réalisé en 2005.

En 2022, la commune comptait 313 habitants, en évolution de +7,93 % par rapport à 2016 (Lot : +1,31 %, France hors Mayotte : +2,11 %).
| 1793 | 1800 | 1841 | 1846 | 1851 | 1856 | 1861 | 1866 | 1872 |
| ---- | ---- | ---- | ---- | ---- | ---- | ---- | ---- | ---- |
| 561  | 541  | 664  | 617  | 661  | 685  | 628  | 638  | 622  |

| 1876 | 1881 | 1886 | 1891 | 1896 | 1901 | 1906 | 1911 | 1921 |
| ---- | ---- | ---- | ---- | ---- | ---- | ---- | ---- | ---- |
| 618  | 618  | 627  | 580  | 578  | 545  | 519  | 519  | 431  |

| 1926 | 1931 | 1936 | 1946 | 1954 | 1962 | 1968 | 1975 | 1982 |
| ---- | ---- | ---- | ---- | ---- | ---- | ---- | ---- | ---- |
| 414  | 348  | 355  | 323  | 286  | 255  | 262  | 253  | 243  |

| 1990 | 1999 | 2005 | 2006 | 2010 | 2015 | 2020 | 2022 | - |
| ---- | ---- | ---- | ---- | ---- | ---- | ---- | ---- | - |
| 220  | 211  | 255  | 270  | 262  | 288  | 306  | 313  | - |

## Économie

### Revenus
En 2018, la commune compte 135 ménages fiscaux, regroupant 293 personnes. La médiane du revenu disponible par unité de consommation est de 18 950 € (20 740 € dans le département).

### Emploi
|                | 2008  | 2013  | 2018  |
| -------------- | ----- | ----- | ----- |
| Commune        | 6,6 % | 12 %  | 8,2 % |
| Département    | 7,3 % | 8,9 % | 9,6 % |
| France entière | 8,3 % | 10 %  | 10 %  |

En 2018, la population âgée de 15 à 64 ans s'élève à 177 personnes, parmi lesquelles on compte 71,7 % d'actifs (63,6 % ayant un emploi et 8,2 % de chômeurs) et 28,3 % d'inactifs,. Depuis 2008, le taux de chômage communal (au sens du recensement) des 15-64 ans est inférieur à celui de la France et du département.
La commune fait partie de la couronne de l'aire d'attraction de Gourdon, du fait qu'au moins 15 % des actifs travaillent dans le pôle,. Elle compte 47 emplois en 2018, contre 43 en 2013 et 32 en 2008. Le nombre d'actifs ayant un emploi résidant dans la commune est de 114, soit un indicateur de concentration d'emploi de 41,4 % et un taux d'activité parmi les 15 ans ou plus de 48,4 %.
Sur ces 114 actifs de 15 ans ou plus ayant un emploi, 39 travaillent dans la commune, soit 35 % des habitants. Pour se rendre au travail, 84 % des habitants utilisent un véhicule personnel ou de fonction à quatre roues, 3,3 % s'y rendent en deux-roues, à vélo ou à pied et 12,6 % n'ont pas besoin de transport (travail au domicile).

### Activités hors agriculture
28 établissements sont implantés  à Fajoles au 31 décembre 2019.
Le secteur du commerce de gros et de détail, des transports, de l'hébergement et de la restauration est prépondérant sur la commune puisqu'il représente 32,1 % du nombre total d'établissements de la commune (9 sur les 28 entreprises implantées  à Fajoles), contre 29,9 % au niveau départemental.

### Agriculture
La commune est dans la « Bourianne », une petite région agricole occupant une partiede l'ouest du territoire du département du Lot. En 2020, l'orientation technico-économique de l'agriculture  sur la commune est la polyculture et/ou le polyélevage.
|               | 1988 | 2000 | 2010 | 2020 |
| ------------- | ---- | ---- | ---- | ---- |
| Exploitations | 37   | 33   | 26   | 19   |
| SAU (ha)      | 351  | 299  | 316  | 365  |

Le nombre d'exploitations agricoles en activité et ayant leur siège dans la commune est passé de 37 lors du recensement agricole de 1988  à 33 en 2000 puis à 26 en 2010 et enfin à 19 en 2020, soit une baisse de 49 % en 32 ans. Le même mouvement est observé à l'échelle du département qui a perdu pendant cette période 60 % de ses exploitations,. La surface agricole utilisée sur la commune est restée relativement stable, passant de 351 ha en 1988 à 365 ha en 2020. Parallèlement la surface agricole utilisée moyenne par exploitation a augmenté, passant de 9 à 19 ha.

## Culture locale et patrimoine

### Lieux et monuments
L'église Notre-Dame-de-l'Assomption de Fajoles se présente sous la forme classique de croix latine. Le chœur, en cul de four, avec une voûte en pierre, forme une demi-coupole intérieure éclairée de trois côtés par des fenêtres romanes.
On pénètre dans l’édifice par deux portes. Celle qui donne accès à la chapelle de l’Épître, face à l’ouest, comporte un arc en plein cintre surmonté intérieurement par deux arcs du même type s’inscrivant l’un dans l’autre et serait à dater de la fin du XIIe siècle. Quatre colonnettes à chapiteaux supportent les arcs et encadrent la porte. Sur ces chapiteaux, on voit trois personnages, Adam et Ève, chassés du Paradis, se tenant par la main et le troisième est en robe.
Au-dessus de cette porte, et décalé par rapport au centre, se situe un petit modillon anthropomorphe, la tête en bas (signifiant que le diable a été vaincu). La deuxième porte face au sud où la place n’a plus ses colonnes date de la fin du XIIe siècle, début XIIIe siècle.
L'église a été inscrite à l'inventaire supplémentaire des Monuments historiques le 30 mai 1978. Plusieurs objets sont référencer dans la base Palissy.

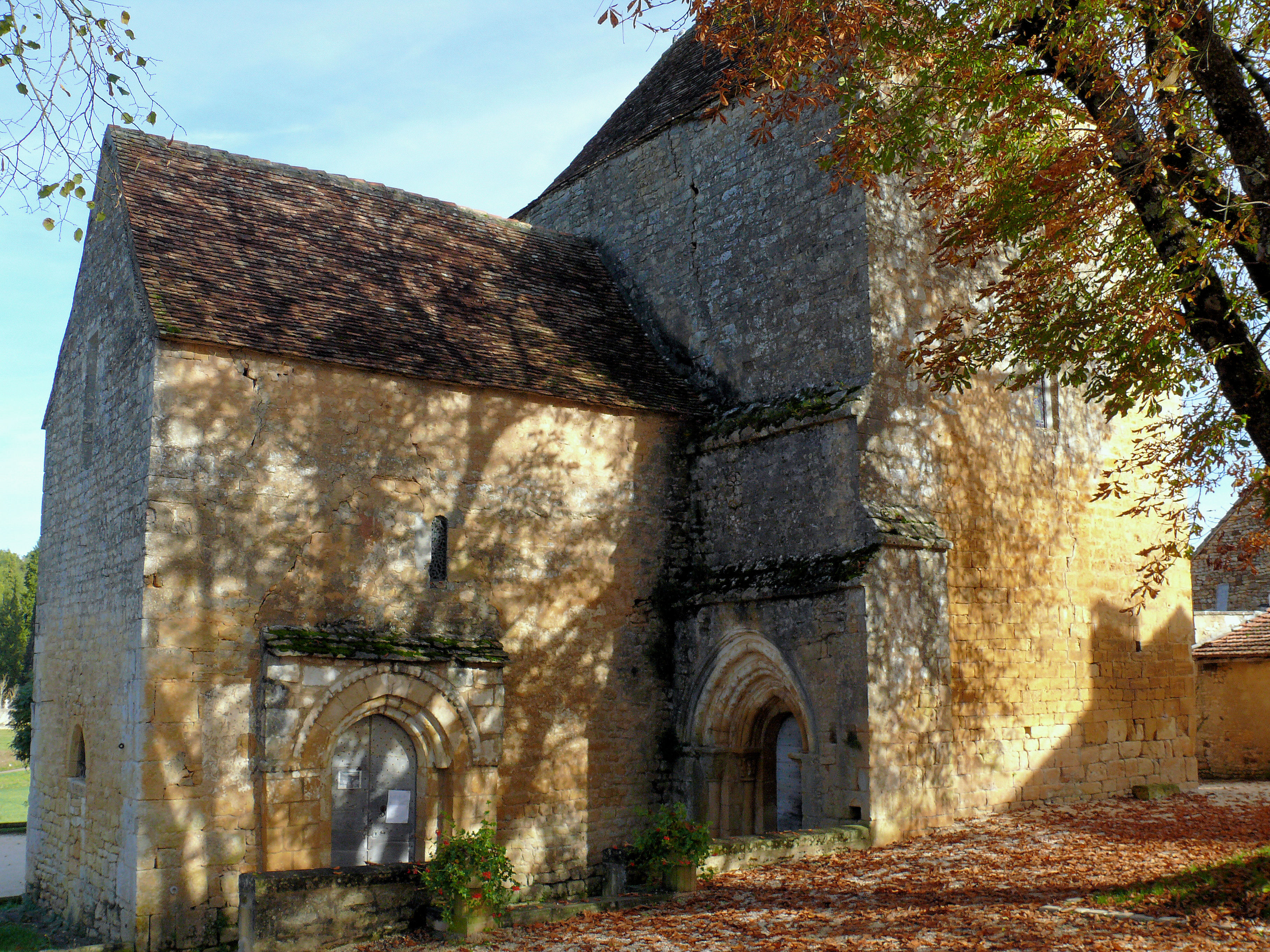
Façade sud de l'église.
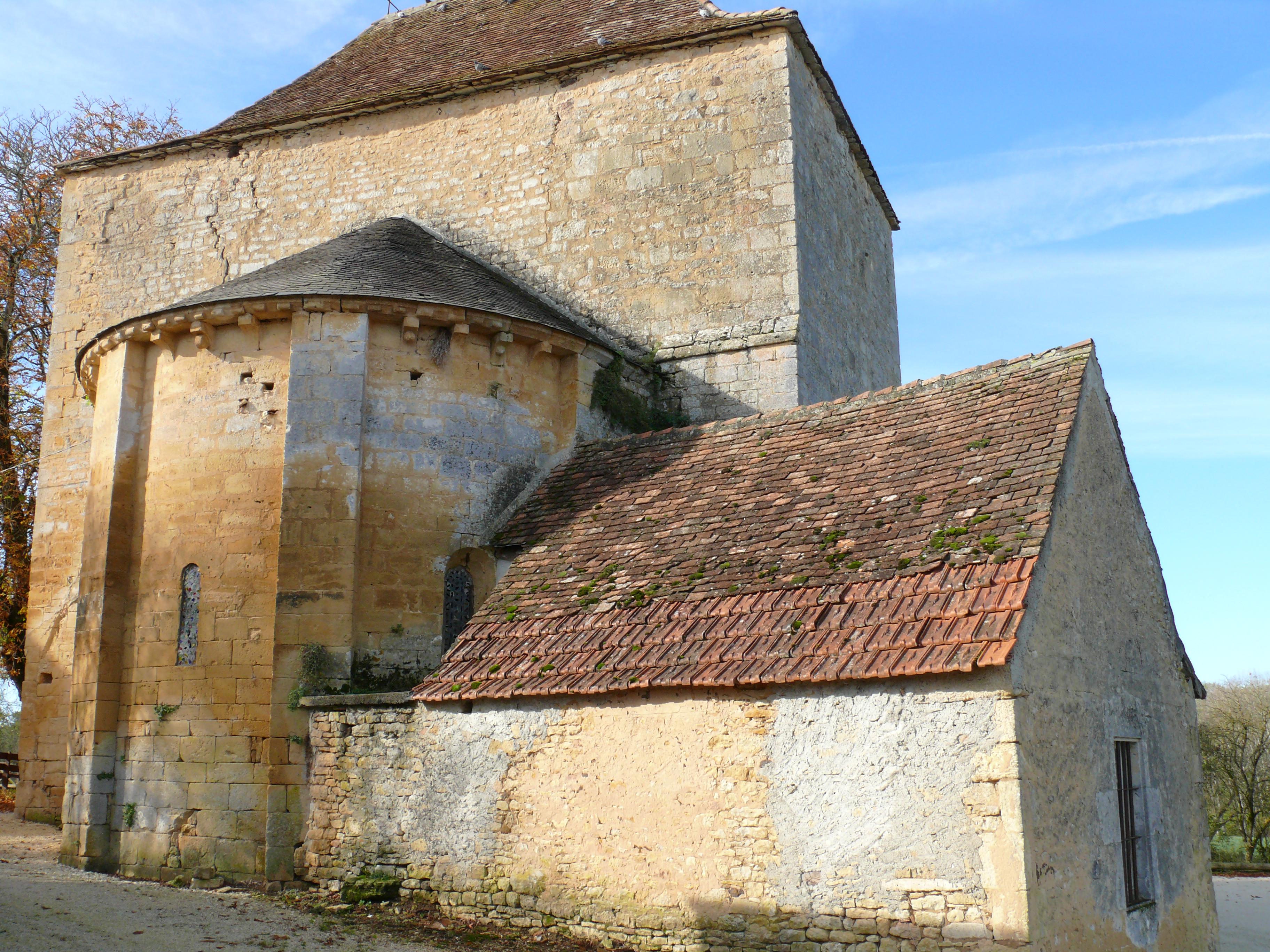
Chevet de l'église.
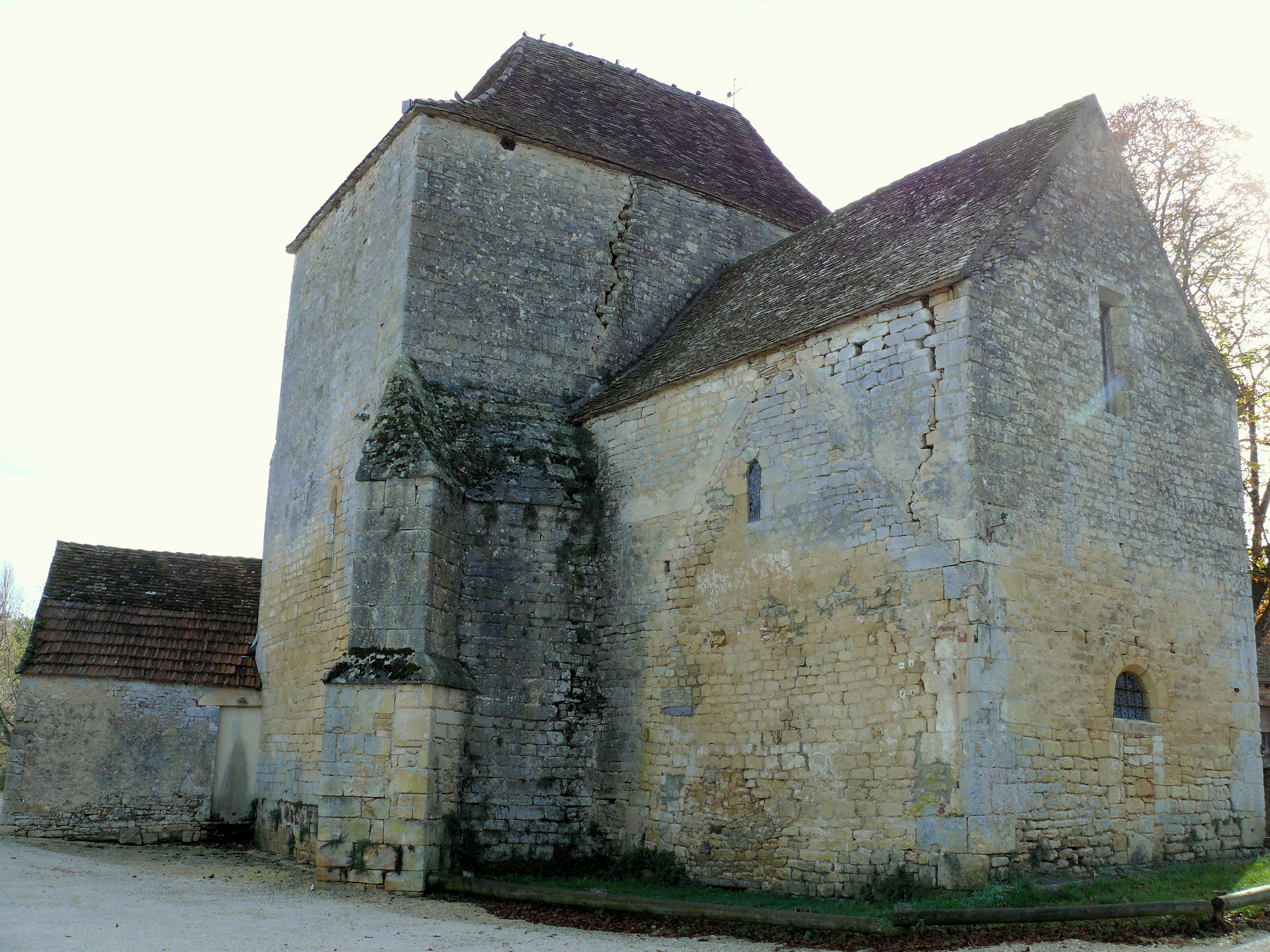
Façade nord de l'église.
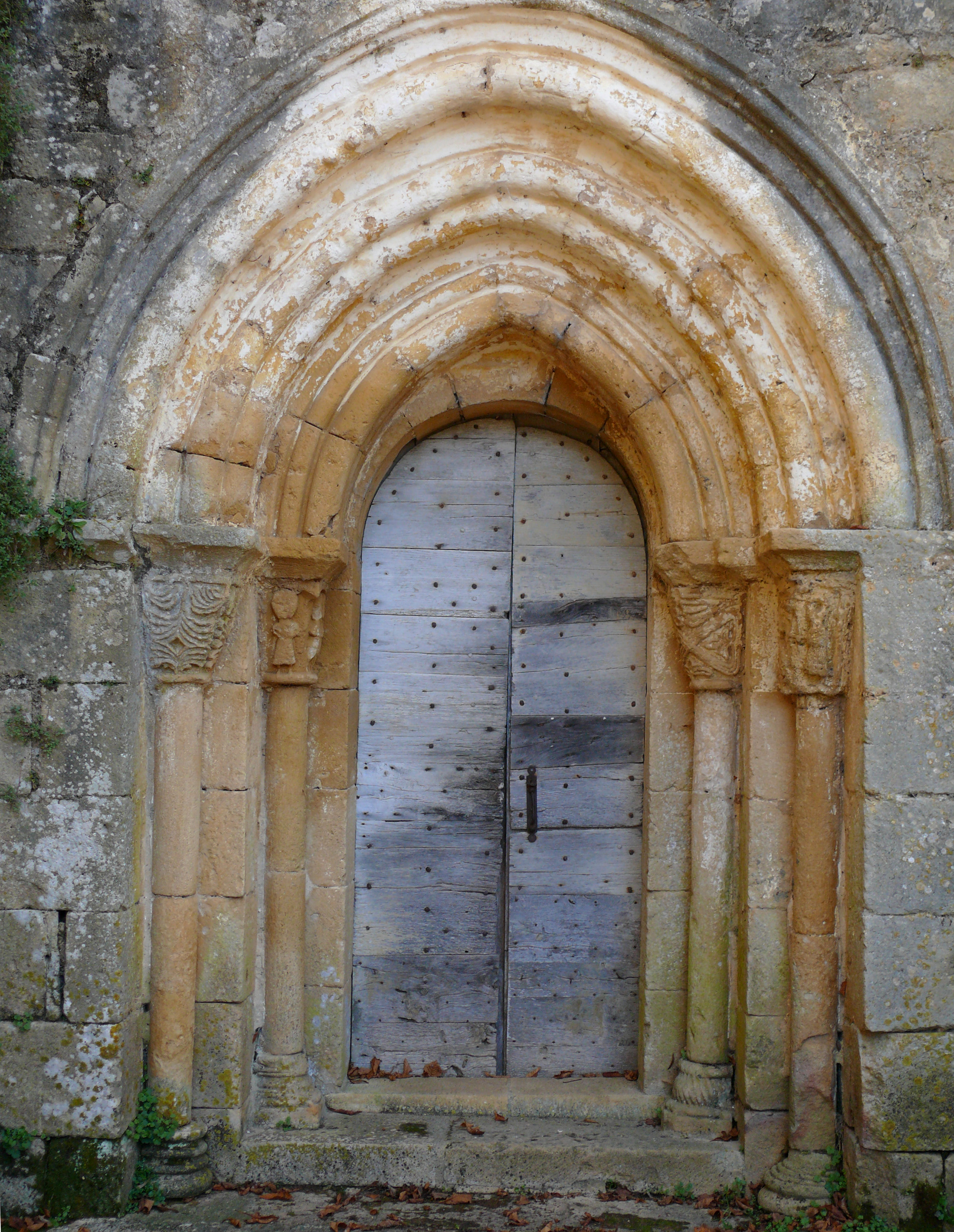
Portail donnant accès au transept.
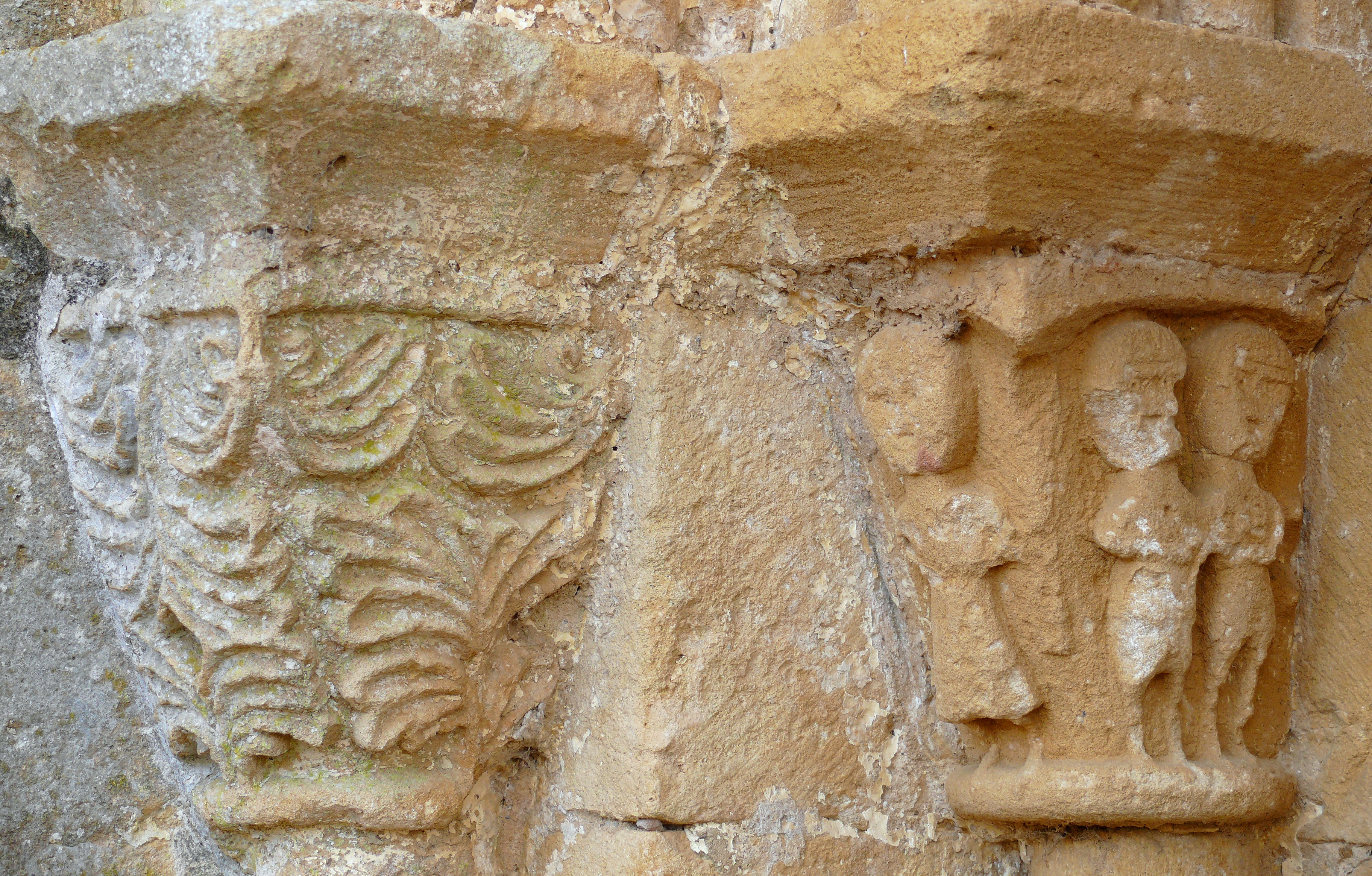
Chapiteaux du portail donnant accès au transept (chapelle de l'Épître).

- La Maison du Piage, musée d'interprétation, ouverte en 2010 par la communauté de communes de la Haute Bouriane, présente les recherches archéologiques faites au lieu-dit du Piage et explique le mode de vie des hommes durant cette période.